# 辻田邦夫
辻田 邦夫（つじた くにお、1963年4月19日 - ）は、アニメーションの色彩設定者。東京都生まれ。血液型はA型。別名義に國音邦生がある。

## 来歴
東京都立富士高校卒業後、日本大学芸術学部映画学科へ進学。在学中にアニメーションの仕上プロダクションにアルバイトとして関わる。その後、大学を中退し同会社に就職。
1985年には、東映動画（現・東映アニメーション）に入社し、仕上進行として『夢戦士ウイングマン』『コンポラキッド』に携わる。同年、当時東映動画社内の色指定とされていた検査に異動し『オーディーン 光子帆船スターライト』に手伝いとして初参加。また、並行して『ROBOTEX』『トランスフォーマー』など、東映日米合作作品の各話色指定を担当。
1986年『聖闘士星矢』にてテレビシリーズ初参加し、第1話「よみがえれ! 英雄伝説」より色指定を担当。その後は『悪魔くん』『もーれつア太郎』『きんぎょ注意報!』といった土曜19時枠の各テレビシリーズや、『劇場版 ドラゴンボールシリーズ』『劇場版 美少女戦士セーラームーン』等に色指定として参加する。
1995年放送開始の『ご近所物語』にて色彩設計を務めた後、『花より男子』『夢のクレヨン王国』『おジャ魔女どれみシリーズ』『明日のナージャ』まで、8年以上日曜朝8時30分枠のアニメの色彩設計を手がけた。2009年頃からはフリーランスとなる。

## 主な参加作品

### テレビアニメ
- 聖闘士星矢（1986年-1989年）色指定
- 悪魔くん（1989年-1990年）色指定
- かりあげクン（1989年）色指定
- もーれつア太郎（1990年）色指定
- きんぎょ注意報!（1991年）色指定
- ご近所物語（1995年-1996年）色彩設計
- 花より男子（1996年-1997年）色彩設計
- 金田一少年の事件簿シリーズ
  - 金田一少年の事件簿（1997年-2000年）色彩設計
  - 金田一少年の事件簿スペシャル オペラ座館・最後の殺人（2007年）色彩設計
  - 金田一少年の事件簿スペシャル 吸血鬼伝説殺人事件（2007年）色彩設計
- 少女革命ウテナ（1997年）カラーデザイン ※國音邦生名義
- 夢のクレヨン王国（1997年-1999年）色彩設計
- おジャ魔女どれみシリーズ
  - おジャ魔女どれみ（1999年-2000年）色彩設計
  - おジャ魔女どれみ#（2000年-2001年）色彩設計
  - も〜っと!おジャ魔女どれみ（2001年-2002年）色彩設計
  - おジャ魔女どれみドッカ〜ン!（2002年-2003年）色彩設計
- ストレンジドーン（2000年）色彩設計 ※國音邦生名義
- 明日のナージャ（2003年-2004年）色彩設計
- カレイドスター
  - カレイドスター（2003年）色彩設計 ※國音邦生名義
  - カレイドスター 新たなる翼（2003年-2004年）色彩設計 ※國音邦生名義
- リングにかけろ
  - リングにかけろ1（2004年）色彩設計
  - リングにかけろ1-日米決戦編-（2006年）色彩設計
- Xenosaga THE ANIMATION（2005年）色彩設計
- ガイキング LEGEND OF DAIKU-MARYU（2005年-2006年）色彩設計
- はたらキッズ マイハム組（2007年-2008年）色彩設計
- 墓場鬼太郎（2008年）色彩設計
- キャシャーン Sins（2008年-2009年）色彩設計
- 極上!!めちゃモテ委員長（2009年-2011年）色彩設計
- マリー&ガリー
  - マリー&ガリー（2009年-2010年）色彩設計
  - マリー&ガリーver.2.0（2010年-2011年）色彩設計
- 怪談レストラン（2009年-2010年）色彩設計
- Wakfu Episode BONUS 「Noximilien l'Horloger」（2010年）色彩設計
- 四畳半神話大系（2010年）色彩設計
- 輪るピングドラム（2011年）色彩設計
- 爆TECH!爆丸（2012年-2013年）色彩設計
- 聖闘士星矢Ω（2012年）色彩設計
- 八犬伝―東方八犬異聞― （2013年）ビジュアルコーディネート
- やはり俺の青春ラブコメはまちがっている。（2013年）色彩設計
- BROTHERS CONFLICT（2013年）色彩設計
- ガッチャマン クラウズ（2013年）色彩設計
- 君のいる町（2013年）色彩設計
- ウィッチクラフトワークス（2014年）ビジュアルコーディネート
- Wake Up, Girls!（2014年）色彩設計
- ピンポン THE ANIMATION（2014年）色彩設計
- 残響のテロル（2014年）色彩設計
- モンスター・ハイ　こわイケガールズ（2014年）色彩設計
- えとたま（2015年）色彩設計
- テラフォーマーズ リベンジ（2016年）色彩設計
- タイムトラベル少女〜マリ・ワカと8人の科学者たち〜（2016年）色彩設計
- 銀の墓守り（2017年）色彩設定
- アニメガタリズ（2017年）色彩設計
- 銀の墓守りⅡ（2018年）色彩設計
- はねバド!（2018年）色彩設計
- メルクストーリア -無気力少年と瓶の中の少女-(2018年)色彩設計
- 同居人はひざ、時々、頭のうえ。(2019年)色彩設計
- さらざんまい（2019年）色彩設計
- 啄木鳥探偵處（2020年）色彩設計
- Vivy -Fluorite Eye's Song-（2021年）色彩設計[4]
- 東京リベンジャーズ（2021年）色彩設計[5]
- でーじミーツガール（2021年）色彩設計[6]
- ユーレイデコ（2022年）色彩設計

### Webアニメ
- 美少女戦士セーラームーンCrystal（2014年）色彩設計
- 大王不高興（2019年）色彩設計
- 悪魔くん（2023年）色彩設計

### プロモーションムービー
- THE IDOLM@STER CINDERELLA GIRLS 8周年特別企画 Spin-off!（2019年）色彩設計
- インターステラ5555（2003年）色彩設計
- SUPERFLAT MONOGRAM（2003年）色彩デザイン

### OVA
- 花のあすか組!2 ロンリーキャッツ・バトルロイヤル（1990年）色指定
- 天上編 宇宙皇子（1990年）色指定・仕上検査
- BE-BOP-HIGHSCHOOL 3（1991年）色彩設計・検査
- Crying フリーマン
  - Crying フリーマン4 雄首冬獄（1991年）色彩設計・検査
  - Crying フリーマン5 戦場の鬼子母神（1992年）色彩設計・検査
- 聖闘士星矢 冥王ハーデス編
  - 十二宮編（2003年）色彩設計
  - 冥界編 前章（2006年）色彩設計
  - 冥界編 後章（2007年）色彩設計
  - エリシオン編（2008年）色彩設計
- カレイドスター
  - カレイドスター 新たなる翼 -EXTRA STAGE-（2004年）色彩設計 ※國音邦生名義
  - カレイドスター Legend of phoenix 〜レイラ・ハミルトン物語〜（2005年）色彩設計 ※國音邦生名義
- おジャ魔女どれみナ・イ・ショ（2004年）色彩設計
- Re:キューティーハニー（2004年）色彩設計
- イリヤの空、UFOの夏（2005年）色彩設計
- 今日、恋をはじめます（2010年）色彩設計
- 絶滅危愚少女 Amazing Twins（2014年）色彩設定（ビジュアルコーディネイト）
- BROTHERS CONFLICT（2014年）色彩設計
- えとたま 〜猫客万来〜（2021年）色彩設計

### 劇場アニメ
- Dr.スランプ アラレちゃん ほよよ!ナナバ城の秘宝（1984年）彩色
- オーディーン 光子帆船スターライト（1985年）仕上検査
- ゲゲゲの鬼太郎 妖怪大戦争（1986年）検査
- 劇場版 聖闘士星矢シリーズ
  - 聖闘士星矢 神々の熱き戦い（1988年）検査
  - 聖闘士星矢 真紅の少年伝説（1988年）色指定検査
  - 聖闘士星矢 天界編 序奏〜overture〜（2004年）色彩設計
- 劇場版 悪魔くん（1989年）色指定検査
- 劇場版 ドラゴンボールシリーズ
  - ドラゴンボールZ 激突!!100億パワーの戦士たち（1992年）色指定・検査
  - ドラゴンボールZ 極限バトル!!三大超サイヤ人（1992年）色指定・検査
  - ドラゴンボールZ 危険なふたり!超戦士はねむれない（1994年）色指定・検査
  - ドラゴンボールZ 超戦士撃破!!勝つのはオレだ（1994年）色指定・検査
  - ドラゴンボールZ 復活のフュージョン!!悟空とベジータ（1995年）色指定
  - ドラゴンボールZ 龍拳爆発!!悟空がやらねば誰がやる（1995年）色指定・検査
  - ドラゴンボール 最強への道（1996年）色彩設計
- Coo 遠い海から来たクー（1993年）色彩設計
- 劇場版美少女戦士セーラームーンシリーズ
  - 劇場版美少女戦士セーラームーンR（1993年）色指定・検査
  - 劇場版美少女戦士セーラームーンS（1994年）色指定・検査
  - 美少女戦士セーラームーンSuperS セーラー9戦士集結!ブラック・ドリーム・ホールの奇跡（1995年）色指定
- 劇場版 ご近所物語（1996年）色指定
- 地獄先生ぬ〜べ〜（1996年）色指定
- 劇場版 金田一少年の事件簿シリーズ
  - 金田一少年の事件簿 オペラ座館 新たなる殺人（1996年）色彩設計
  - 金田一少年の事件簿2 殺戮のディープブルー（1999年）色彩設計
- 花より男子（1997年）色彩設計
- 少女革命ウテナ アドゥレセンス黙示録（1999年）カラーコーディネイト ※國音邦生名義
- 映画 おジャ魔女どれみシリーズ
  - おジャ魔女どれみ#（2000年）色彩設計
  - も〜っと! おジャ魔女どれみ カエル石のひみつ（2001年）色彩設計
- キューティーハニー（2004年）アニメーション色彩設計
- 劇場版 金色のガッシュベル!! メカバルカンの来襲（2005年）色彩設計
- 真救世主伝説 北斗の拳シリーズ
  - ラオウ伝 殉愛の章（2006年）色彩設計 ※國音邦生名義
  - ラオウ伝 激闘の章（2007年）色彩設計 ※國音邦生名義
  - ZERO ケンシロウ伝（2008年）色彩設計 ※國音邦生名義
- デジモンセイバーズ THE MOVIE 究極パワー! バーストモード発動!（2006年）色彩設計
- 劇場版CLANNAD -クラナド-（2007年）色彩設計
- 劇場版 ゲゲゲの鬼太郎 日本爆裂!!（2008年）色彩設計
- 劇場版 ONE PIECEシリーズ
  - ONE PIECE FILM STRONG WORLD（2009年）色彩設計
  - ONE PIECE FILM Z（2012年）ビジュアルコーディネート・色彩設計
- Wake Up, Girls! 七人のアイドル（2014年）色彩設計
- Wake Up, Girls! 青春の影（2015年）色彩設計
- Wake Up, Girls! Beyond the Bottom（2015年）色彩設計
- 劇場版 はいからさんが通る（2017年）色彩設計
- 魔女見習いをさがして（2020年）色彩設計
- 劇場版輪るピングドラム「RE:cycle of the PENGUINDRUM」前編/後編（2022年）色彩設計
- 劇場版モノノ怪 唐傘（2024年）色彩設計[7]